# Mitch Hedberg
Mitchell Lee "Mitch" Hedberg (Saint Paul, 24 de fevereiro de 1968 — Livingston, 29 de março de 2005) foi um comediante estadunidense, conhecido pelo seu humor surreal e pela sua performance pouco convencional, que envolvia o uso de piadas curtas e elementos absurdos (nonsense).